# Rosario Dawsonová
Rosario Dawsonová (* 9. května 1979 New York) je americká herečka.

## Život
Narodila se Isabele a Gregovi Dawsonovým. Má mladšího bratra Claye. Jako malá se chtěla stát bioložkou. Na filmovém plátnu debutovala snímkem Kids (1995). Objevila se ve filmech Nejlepší hráč (1998), Josie a její kočičky (2001), Muži v černém 2 (2002), 25. hodina (2002), Bohémové (2005), Sin City – město hříchu (2005), Clerks II: Muži za pultem (2006), Auto zabiják (2007), Sedm životů (2008), Percy Jackson: Zloděj blesku (2010), Nezastavitelný (2010) a Pět nejlepších (2014).
Za roli ve filmu Bohémové získala cenu Satellite Award v kategorii nejlepší ženský herecký výkon ve vedlejší roli (film) a za roli ve filmu Pět nejlepších získala nominaci na cenu Critics' Choice Movie Awards v kategorii nejlepší ženský herecký výkon v komedii.
Mimo filmového plátna se také objevila na televizních obrazovkách, a to především v roli Claire Temple v seriálech Daredevil (2015–2016), Jessica Jones (2015), Luke Cage (2016–2018), Iron Fist a The Defenders (2017).

### Aktivismus
Rosario se angažovala v prezidentských volbách 2016 za podporu demokratického kandidáta Bernieho Sanderse namísto Hillary Clintonové – přes interview, které poskytnula, nebo tím, že jej na několika setkáních uvedla. Účastnila se pochodu do Kapitolu a na Democracy Spring byla dokonce zadržena policií při mírovém protestu.

### Osobní život
Dawson v roce 2014 adoptovala dvanáctiletou dívku. Mezi lety 2016 a 2017 byla ve vztahu s komikem Ericem Andrém. V březnu 2019 potvrdila, že chodí s americkým politikem Corym Bookerem.

## Filmografie

### Film
| Rok  | Název                                        | Role                               | Poznámky |
| ---- | -------------------------------------------- | ---------------------------------- | --- |
| 1995 | Kids                                         | Ruby                               | |
| 1997 | Girls' Night Out                             | Girl                               | krátkometrážní film |
| 1998 | Nejlepší hráč                                | Lala Bonilla                       | |
| 1998 | Side Streets                                 | Marisol Hidalgo                    | |
| 1999 | Zákony džungle                               | Stephanie Williams                 | |
| 2000 | Zůstaň se mnou                               | Lana                               | nominace – NAACP Image Awards v kategorii nejlepší herečka (film) |
| 2000 | King of the Jungle                           | Veronica                           | |
| 2001 | Josie a její kočičky                         | Valerie Brown                      | nominace – Teen Choice Awards v kategorii filmový objev roku |
| 2001 | Ulice New Yorku                              | Maria Tedesko                      | |
| 2001 | Trigger Happy                                | Dee                                | |
| 2001 | Chelsea Walls                                | Audrey                             | |
| 2002 | Prach a popel                                | Grace Quinonez                     | |
| 2002 | Prvních 20 milionů je nejtěžších             | Alisa                              | |
| 2002 | Muži v černém 2                              | Laura Vasquez                      | |
| 2002 | Pluto Nash                                   | Dina Lake                          | |
| 2002 | Love in the Time of Money                    | Anna                               | |
| 2002 | 25. hodina                                   | Naturelle Riviera                  | nominace – Black Reel Awards v kategorii nejlepší ženský herecký výkon ve vedlejší roli |
| 2003 | V-Day: Until the Violence Stops              | Samu sebe                          | |
| 2003 | Život jedné dívky                            | Martine                            | |
| 2003 | Jak nezískat Pulitzera                       | Andy Fox                           | |
| 2003 | Vítejte v džungli                            | Mariana                            | |
| 2004 | Alexander Veliký                             | Roxana                             | |
| 2005 | This Revolution                              | Tina Santiago                      | |
| 2005 | Sin City – město hříchu                      | Gail                               | nominace – Black Reel Awards v kategorii nejlepší ženský herecký výkon ve vedlejší roli nominace – Critics' Choice Movie Awards v kategorii nejlepší obsazení nominace – MTV Movie Awards v kategorii nejlepší polibek |
| 2005 | Little Black Dress                           | Haley                              | krátkometrážní film |
| 2005 | Bohémové                                     | Mimi Marquez                       | Satellite Awards v kategorii nejlepší ženský herecký výkon ve vedlejší roli (film) ShoWest Convention Awards v kategorii nejlepší ženský herecký výkon ve vedlejší roli (film) nominace – ALMA Awards v kategorii nejlepší ženský herecký výkon ve vedlejší roli (film) nominace – Black Movie Awards v kategorii nejlepší ženský herecký výkon ve vedlejší roli (film) nominace – Black Reel Awards v kategorii nejlepší ženský herecký výkon v a nejlepší obsazení nominace – Critics' Choice Movie Awards v kategorii nejlepší obsazení nominace – NAACP Image Awards v kategorii nejlepší herečka (film) nominace – Online Film & Television Association Awards v kategorii nejlepší hudba, adaptovaný skladba |
| 2006 | Clerks II: Muži za pultem                    | Rebecca "Becky" Scott              | |
| 2006 | Průvodce k rozpoznání tvých svatých          | Laurie                             | |
| 2007 | Auto zabiják                                 | Abernathy Ross                     | |
| 2007 | Descent                                      | Maya                               | také producentka |
| 2008 | Explicit Ills                                | Baboova matka                      | |
| 2008 | Oko dravce                                   | Zoe Perez                          | |
| 2008 | Smrtící úder                                 | Donna                              | |
| 2008 | Sedm životů                                  | Emily Posa                         | NAACP Image Awards v kategorii nejlepší herečka (film) nominace – ALMA Awards v kategorii nejlepší herečka (film) nominace – BET Awards v kategorii nejlepší herečka |
| 2009 | Wonder Woman                                 | Artemis (hlas)                     | |
| 2009 | The Haunted World of El Superbeasto          | Velvet Von Black (hlas)            | |
| 2009 | The People Speak                             | Samu sebe                          | |
| 2010 | Awake                                        | Robin                              | krátkometrážní film |
| 2010 | Percy Jackson: Zloděj blesku                 | Persephone                         | nominace – Teen Choice Awards v kategorii nejoblíbenější filmová herečka (fantasy) |
| 2010 | Nezastavitelný                               | Connie Hooper                      | nominace – ALMA Awards v kategorii nejoblíbenější filmová herečka (drama/dobrodružný) nominace – Teen Choice Awards v kategorii nejoblíbenější filmová herečka (akční) |
| 2011 | Miss Representation                          | Samu sebe                          | |
| 2011 | Girl Walks into a Bar                        | June                               | |
| 2011 | Ošetřovatel                                  | Kate                               | nominace – Teen Choice Awards v kategorii nejoblíbenější letní filmová hvězda (žena) |
| 2011 | 10 Years                                     | Mary                               | |
| 2012 | Nezahrávej si s ohněm                        | Talia Durham                       | |
| 2012 | Hotel Noir                                   | Sevilla, služebná                  | |
| 2013 | Trans                                        | Elizabeth Lamb                     | nominace – Black Reel Awards v kategorii nejlepší ženský herecký výkon |
| 2013 | Dej mi domov                                 | June Bailey                        | |
| 2013 | Chavez                                       | Dolores Huerta                     | nominace – Imagen Foundation Awards v kategorii nejlepší herečka v hlavní/vedlejší roli (film) |
| 2013 | Parts per Billion                            | Mia                                | |
| 2013 | Raze                                         | Rachel                             | |
| 2014 | Sin City: Ženská, pro kterou bych vraždil    | Gail                               | |
| 2014 | The Ever After                               | Samu sebe                          | |
| 2014 | The Captive                                  | Nicole                             | |
| 2014 | Pět nejlepších                               | Chelsea Brown                      | nominace – Black Reel Awards v kategorii nejlepší ženský herecký výkon nominace – Critics' Choice Movie Awards v kategorii nejlepší herečka (komedie) nominace – Imagen Foundation Awards v kategorii nejlepší herečka v hlavní roli (film) nominace – MTV Movie Awards v kategorii nejlepší WTF moment |
| 2015 | Tinker Bell and the Legend of the NeverBeast | Nyx (hlas)                         | |
| 2015 | DCU: Liga spravedlivých: Trůn Atlantidy      | Diana Prince / Wonder Woman (hlas) | |
| 2015 | Puerto Ricans in Paris                       | Vanessa                            | |
| 2016 | Liga spravedlivých vs Mladí Titáni           | Diana Prince / Wonder Woman (hlas) | |
| 2016 | Ratchet a Clank: Strážci galaxie             | Elaris (hlas)                      | |
| 2017 | Liga spravedlivých: Temno                    | Diana Prince / Wonder Woman (hlas) | |
| 2017 | LEGO Batman film                             | Barbara Gordon / Batgirl (hlas)    | |
| 2017 | Unforgettable                                | Julia Banks                        | |
| 2017 | Krystal                                      | Krystal Bryant                     | |
| 2018 | Sorry to Bother You                          | Hlas z výtahu (hlas)               | |
| 2018 | The Death of Superman                        | Diana Prince / Wonder Woman (hlas) | |
| 2018 | Henchmen                                     | Jolene (hlas)                      | |
| 2019 | Někdo skvělý                                 | Hannah                             | |
| 2019 | Zombieland 2: Rána jistoty                   | Nevada                             | |
| 2019 | Wonder Woman: Bloodlines                     | Diana Prince / Wonder Woman (hlas) | |
| 2019 | Jay a mlčenlivý Bob: Přeprc                  | Reggie Faulken                     | |
| 2019 | The Deported                                 | Samu sebe                          | dokument |
| 2020 | Justice League Dark: Apokolips War           | Diana Prince / Wonder Woman (hlas) | |
| 2021 | Space Jam: Nový začátek                      |                                    | |
| 2022 | Clerks III                                   |                                    | |
| 2023 | Strašidelný dům                              |                                    | |

### Televize
| Rok        | Název                 | Role                 | Poznámky |
| ---------- | --------------------- | -------------------- | --- |
| 2003       | Napálené celebrity    | Samu sebe            | díl 1.8 |
| 2007       | Robot Chicken         | Různé role (hlas)    | díl: „More Blood, More Chocolate“ |
| 2008       | Gemini Division       | Anna Diaz            | internetový seriál, 50 dílů, také výkonná producentka |
| 2009       | Saturday Night Live   | Samu sebe            | díl: „Rosario Dawson/Fleet Foxes“ |
| 2009       | Spongebob v kalhotách | Samu sebe            | díl: „Truth or Square“ |
| 2011       | Pět žen               | Lili                 | TV film nominace – Black Reel Awards v kategorii nejlepší ženský herecký výkon v minisérii nebo TV filmu nominace – Imagen Foundation Awards v kategorii nejlepší herečka (televize) nominace – NAACP Image Awards v kategorii nejlepší herečka – televize (minisérie, TV film, drama speciál) |
| 2015–2016  | Daredevil             | Claire Temple        | 8 dílů |
| 2015       | Jessica Jones         | Claire Temple        | díl: „AKA Smile“ |
| 2016–2018  | Luke Cage             | Claire Temple        | 11 dílů |
| 2017       | Iron Fist             | Claire Temple        | 6 dílů |
| 2017       | The Defenders         | Claire Temple        | minisérie, 6 dílů |
| 2017       | Waves for Water       | samu sebe            | dokument |
| 2018–2019  | Jane the Virgin       | Jane "J.R." Ramos    | 18 dílů |
| 2018       | Elena z Avaloru       | Daria (hlas)         | 2 díly |
| 2019       | Weird City            | Delt                 | díl: „A Family“ |
| 2019       | Poslední děti na Zemi | (hlas)               | 6 dílů |
| 2019       | The North Pole        | Bennyho právnička    | díl: „Fire and ICE“ |
| 2019–dosud | Briarpatch            | Allegra Dill         | hlavní role |
| 2020       | It's Pony             | Paní Ramirová (hlas) | |
| 2020       | Mandalorian           | Ahsoka Tano          | |
| 2023–2024  | Ahsoka                | Ahsoka Tano          | hlavní role |

### Hudební video
| Rok  | Umělec                | Skladba          |
| ---- | --------------------- | ---------------- |
| 1999 | The Chemical Brothers | „Out of Control“ |
| 2002 | Aaliyah               | „Miss You“       |
| 2012 | The Bullitts          | „Supercool“      |
| 2017 | Jay Z feat. Beyoncé   | „Family Feud“    |
| 2018 | Jesse Boykins III     | „Earth Girls“    |

### Videohry
| Rok  | Název                                           | Role                        |
| ---- | ----------------------------------------------- | --------------------------- |
| 2006 | Marc Eckō's Getting Up: Contents Under Pressure | Tina                        |
| 2012 | Syndicate                                       | Lily Drawl                  |
| 2016 | Ratchet & Clank                                 | Elaris                      |
| 2016 | Dishonored 2                                    | Meagan Foster / Billie Lurk |
| 2016 | Lego Dimensions                                 | Barbara Gordon / Batgirl    |
| 2017 | Wilson's Heart                                  | Elsa Wolcott                |
| 2017 | Dishonored: Death of the Outsider               | Billie Lurk                 |
| 2019 | NBA 2K20                                        | Isa                         |
| 2022 | Dying Light 2                                   | Lawan                       |

### Audioknihy
| Rok  | Název   | Autor     |
| ---- | ------- | --------- |
| 2017 | Artemis | Andy Weir |